# Свами Вишнудевананда
Свами Вишнудевананда Сарасвати (31 декември 1927 – 9 ноември 1993) е индийски гуру, ученик на Свами Шивананда, основател на международните Шивананда йога веданта центрове и автор на Пълната илюстрирана книга за йога. Познат е също като „Летящият Свами“ заради мисиите за мир, които предприема над горещи точки по света.

## Ранен живот
Свами Вишнудевананда е роден в щата Керала, Южна Индия под името Танкасвами. За да посещава училище той върви 8 km през джунгла в продължение на години. След кратка кариера в армията той случайно попада на брошурата на Свами Шивананда Духовни инструкции (Садхана таттва). В увода прочита „Една унция практика е по-добра от един тон теория.“ Впечатлен, той използва кратък отпуск, за да отиде до Ришикеш, Утаракханд и да се срещне с автора. Шивананда бил на стълбите на ашрама си, водещи към р. Ганг и според обичая няколко хора около него му се покланяли. Младият войник не желаел да склони глава и се скрил, но след момент Свами Шивананда се появил и паднал по очи пред него. Този урок по скромност бил първият даден му от неговия гуру.

## Посвещение
Свами Вишнудевананда влиза в ашрама на Свами Шивананда през септември 1947 г., а през март 1948 г. е посветен от своя гуру в монашеския орден основан от Шанкара дасанами сампрадая. Вишнудевананда става първият професор по хатха йога в Йога-ведантическата горска академия, основана от Шивананда. Той лесно овладява напреднали хатха йога техники, а когато е запитан как го е сторил отговаря: „Моят учител ме докосна и отвори окото на интуицията ми. Всичкото това знание се върна при мен от минали животи.“ През 1950 г. странства из Северна Индия като паривраджака (странстващ монах). През 1952-53 г. обикаля Индия за разпространение на йога. През 1957 г. Вишнудевананда получава покани за посещения в чужбина и Свами Шивананда му дава 10 рупии и му поръчва да отнесе знанието си на Запад с думите „Хората чакат“.

## Мисия
Свами Вишнудевананда посещава Цейлон, Малайзия, Хонг Конг, Япония, от където се отправя към САЩ. Акостира в Сан Франциско през 1958 г. и пътува из Северна Америка, наблюдавайки начина на живот и преподавайки йога. Той основава първия Шивананда йога веданта център в Монреал, Квебек. През 1960 г. е публикувана неговата Пълната илюстрирана книга за йога. След това основава ашрами в Квебек, Бахамите, Калифорния, Ню Йорк, Керала и в Утаркаши, Утаракханд. Три дни след своето махасамадхи (съзнателно напускане на тялото) на 14 юли 1963 г. Свами Шивананда се явява на Свами Вишнудевананда във Вал Морин, Квебек, а две години по-късно на мястото е осветен храм, планиран от българина Стефанов. През 1965 г. се среща с членовете на групата Бийтълс в Насау, Бахамите и им дава копия от своята книга с автограф. Вдъхновен от видение Вишнудевананда основава Истинския световен ред, организация, целяща да допринася за световния мир и разбирателство. През 1969 г. основава Курса за учители по Шивананда йога. През 1970 г. купува малък двумоторен самолет и на 30 август същата година излита с целта да посети размирни райони по света заедно с ученика си Брен Джейкъбсън от Монреал. Той минава през Белфаст, Северна Ирландия, Тел Авив, Израел. Когато прелита над Суецкия канал, за малко не е свален от египетската, а преди това и от израелската авиация. Вишнудевананда пуска от самолета си цветя, листовки и повтаря мантрата Ом намо Нараяная. Египтяните го арестуват, но след три дни го освобождават. Вишнудевананда лети над Пакистан и Индия и след това се връща в Квебек. През 1975-77 г. Вишнудевананда води кампания срещу движението Трансцендентална медитация на Махариши Махеш Йоги. През 1987 г. посещава България и изнася лекция в София. Напуска тялото си на 9 ноември 1993 г. в Утаракаханд, Индия.